# بيلي لو وات
بيلي لو وات (بالإنجليزية: Billie Lou Watt)‏ هي ممثلة أمريكية، ولدت في 20 يونيو 1924 في سانت لويس في الولايات المتحدة، وتوفيت في 7 سبتمبر 2001 في نيويورك في الولايات المتحدة بسبب سرطان الرئة.

## وصلات خارجية
- بيلي لو وات على موقع IMDb (الإنجليزية)
- بيلي لو وات على موقع قاعدة بيانات برودواي على الإنترنت (الإنجليزية)
- بيلي لو وات على موقع قاعدة بيانات الفيلم (الإنجليزية)